# Клебанов, Игорь Романович
Игорь Романович Клебанов (род. 29 марта 1962, Шахты, Ростовская область) — американский физик-теоретик, профессор Принстонского университета. Директор Принстонского центра теоретических наук; член Национальной академии наук США (2016), Американской академии искусств и наук (2012). Известность получил благодаря работам по связи теории струн и квантовой теории поля, внёс фундаментальный вклад в изучение гипотезы АдС/КТП-соответствия.
Вырос в Харькове в семье врачей; в 1978 году в возрасте 16 лет эмигрировал с семьёй в США. В 1982 году окончил Массачусетский технологический институт. В 1986 году получил степень доктора философии в Принстонском университете. Женат, имеет двух дочерей.
Отмечен стипендией Гуггенхайма (2010), премией за наставничество Принстонского университета (2010), премией Томассони (2014), премией Померанчука (2017, «за выдающийся вклад в установление связи между калибровочными теориями поля и гравитационными наблюдаемыми, которая изменила наш подход к теории элементарных частиц и позволила использовать дуальность как эффективный инструмент исследования различных физических проблем, от физики тяжёлых ионов до статистической механики»), медалью Оскара Клейна (2022).

## Избранная библиография
- hep-th/9108019 «String Theory in Two Dimensions», High Energy Physics — Theory (hep-th) Igor R. Klebanov, 26 Aug 1991
- hep-th/9702076 «World Volume Approach to Absorption by Non-dilatonic Branes», High Energy Physics — Theory (hep-th) Igor R. Klebanov, 10 Feb 1997
- hep-th/9802109 «Gauge Theory Correlators from Non-Critical String Theory», High Energy Physics — Theory (hep-th) S.S. Gubser, I.R. Klebanov, A.M. Polyakov, 16 Feb 1998
- hep-th/0007191 «Supergravity and a Confining Gauge Theory: Duality Cascades and Chiral Symmetry Breaking-Resolution of Naked Singularities» High Energy Physics — Theory (hep-th); Igor R. Klebanov (Princeton), Matthew J. Strassler (IAS) 24 Jul 2000
- hep-th/0210114 «AdS Dual of the Critical O(N) Vector Model», High Energy Physics — Theory (hep-th) I.R. Klebanov, A.M. Polyakov, 13 Nov 2002
- «Some stringy aspects of the AdS/CFT duality», Strings 2002, Igor Klebanov
- Solving Quantum Field Theories via Curved Spacetimes, Physics Today, Igor Klebanov and Juan Maldacena
- arXiv:0709.2140 «Entanglement as a Probe of Confinement», High Energy Physics — Theory (hep-th) Igor R. Klebanov, David Kutasov, Arvind Murugan 9 Oct 2007
- arXiv:1103.1181 «Towards the F-Theorem: N=2 Theories on the Three-Sphere», High Energy Physics — Theory (hep-th) Daniel Jafferis, Igor R. Klebanov, Silviu Pufu, Benjamin Safdi 5 April 2011
- arXiv:1611.08915 «Uncolored Random Tensors, Melon Diagrams, and the SYK Models», High Energy Physics — Theory (hep-th) Igor R. Klebanov, Grigory Tarnopolsky 31 Jan 2017